# Beja (distrikt)

Karta över Portugals kommunalförbund

Distrito de Beja (svenska: distriktet Beja; portugisiskt uttal: [ˈbɛʒɐ]
 ( lyssna)) är ett av Portugals 18 distrikt. Dess residensstad är Beja, 136 km sydost om Lissabon.
Distriktet ligger i södra Portugal.
Det gränsar i norr till Évora, i nordväst till Setúbal, i söder till Faro, i öst till Spanien och har i väst kust mot Atlanten. 
Det har 139 951 invånare (2020) och en yta på 10 263 km²  vilket gör det till det största distriktet i Portugal.
Beja-distriktet är till största delen ett slättland, precis som resten av Alentejo, avbrutet av några låghöga berg i den norra delen och i den södra delen.
De viktigaste floderna är Guadiana, Sado och Mira.
Distriktets ekonomi bygger på jordbruk, mineralutvinning och i mindre utsträckning turism.
I den vidsträckta slätten produceras vete, olivolja och korkprodukter samt uppföds nötkreatur, får och grisar.
Från marken utvinns koppar, tenn, pyriter, marmor och granit.
Turismen lockar besökare till badstränder vid atlantkusten.

## Kommuner
Bejas distrikt omfattar 14 kommuner.
- Aljustrel
- Almodôvar
- Alvito
- Barrancos
- Beja
- Castro Verde
- Cuba
- Ferreira do Alentejo
- Mértola
- Moura
- Odemira
- Ourique
- Serpa
- Vidigueira

Enligt författningen ska Portugals indelning i administrativa distrikt (distrito) ersättas av en ny indelning i regioner (região) och underregioner (subregião).
I den framtida indelningen av landet hamnar distriktet Bejas kommuner i regionen Alentejo samt i underregionerna Baixo Alentejo och Alentejo Litoral.